# Herbert Stöß
Herbert Stöß (* 5. August 1923 in Friedersreuth, Tschechoslowakei; † 5. April 2006 in Berlin) war ein Generalmajor im Ministerium für Staatssicherheit (MfS) der Deutschen Demokratischen Republik (DDR). Er war Leiter der MfS-Bezirksverwaltung Frankfurt (Oder).

## Leben
Der Sohn eines Schuhmachers absolvierte nach dem Besuch der Volksschule von 1937 bis 1942 eine Ausbildung als Weber. Er arbeitete zunächst im Beruf und wurde 1942 zum Kriegsdienst in die Wehrmacht einberufen. 
Stöß kehrte 1945 nach Friedersreuth zurück und arbeitete wieder als Weber. Im Jahr 1946 erfolgte seine Vertreibung in die Sowjetische Besatzungszone nach Brandenburg. Er wurde 1946 Mitglied der SED und Angehöriger der Deutschen Volkspolizei (VP). Er verrichtete zunächst seinen Dienst in den VP-Kreisämtern Westhavelland und Rathenow. 
Stöß wurde 1949 bei der Kreisdienststelle Rathenow der Verwaltung zum Schutz der Volkswirtschaft Brandenburg (ab Februar 1950 Länderverwaltung des MfS) eingestellt und 1951 stellvertretender Leiter der Abteilung III (Sicherung der Volkswirtschaft) der Länderverwaltung Brandenburg. Im Jahr 1952 erfolgte seine Versetzung zur Hauptabteilung III des MfS nach Ost-Berlin. Hier wurde er 1955 stellvertretender Abteilungsleiter. Nach dem Besuch der SED-Bezirksparteischule Berlin 1956/57 wurde er Mitarbeiter in der Arbeitsgruppe Anleitung und Kontrolle, dann wieder stellvertretender Abteilungsleiter. Anschließend fungierte er von 1959 bis 1980 als Stellvertreter Operativ des Leiters der Bezirksverwaltung (BV) Frankfurt (Oder). Von 1962 bis 1967 absolvierte er ein Fernstudium an der Juristischen Hochschule Potsdam-Eiche. Als Nachfolger des zum stellvertretenden Minister für Staatssicherheit aufgestiegenen Gerhard Neiber wurde er im Januar 1980 Leiter der BV Frankfurt (Oder). Gleichzeitig war er ab 1980 Mitglied der SED-Bezirksleitung Frankfurt (Oder). Am 5. Februar 1981 wurde er von Erich Honecker zum Generalmajor ernannt. Am 22. Januar 1987 wurde er aus Gesundheitsgründen von Minister Erich Mielke auf einer Dienstversammlung in der Bezirksverwaltung verabschiedet und sein Nachfolger Heinz Engelhardt eingeführt. Stöß wurde aus dem Dienst entlassen und ging in Rente. 
Er lebte zuletzt in Berlin und starb im Alter von 82 Jahren. Stöß wurde auf dem St. Pius-Friedhof in Berlin-Alt-Hohenschönhausen bestattet.

## Auszeichnungen
- 1983 Vaterländischer Verdienstorden in Gold